# Adwen
Santa Adwen o Adwenna fue una virgen y santa cristiana de Cornualles del siglo V. Aparece como hija de Brychan, rey de Brycheiniog, en el sur de Gales, en la cornuallesa Vida de San Nectan y en la colección de leyendas de Cornualles de Robert Hunt. Estas fuentes la asocian con la fundación de la parroquia de Advent en Cornualles.
En Cornualles, Adwen era tradicionalmente la patrona de los enamorados. Su festividad se celebra el 6 de noviembre.